# Tuixent - la Vansa
Tuixent - la Vansa és una estació d'esquí nòrdic (o esquí de fons) situada als municipis de La Vansa i Fórnols i de Josa i Tuixén, a l'Alt Urgell.

## Ubicació i accés
L'estació es troba al Pla de l'Arp, al vessant de l'Alt Urgell del massís del Port del Comte. Els gairebé 30 quilòmetres de pistes transcorren entre els municipis de la Vansa i Fórnols i de Josa i Tuixén. En la conformació de les pistes d'esquí, un tallafocs separa els dos municipis que les acullen.
S'hi accedeix des d'un trencall que surt de coll de Port, a la carretera C-462. L'estació i les pistes es troben al sud de la serra del Cadí. S'hi pot accedir principalment des de la Seu d'Urgell, Solsona i Berga.

## Història
L'estació va obrir el 1978. La iniciativa de construir una nova estació d'esquí nòrdic va sorgir de la voluntat de la recent recuperada Generalitat de Catalunya d'impulsar l'esquí escolar, a la qual l'ajuntament de Josa i Tuixén s'hi va acollir.

## Circuits
Té gairebé 30 km de pistes d'esquí de fons entre les cotes de 1.830 i 2.150 m:
- Circuit planer (verd): 1,5 km
- Circuit de l'Arp (blau): 4 km
- Circuit del mig (taronja): 2,8 km
- Circuit de Prat Llong (vermell): 8,6 km
- Circuit de l'Avenc (lila): 1,2 km
- Circuit de les Foques (blanc): 3 km

També hi ha senyalitzats diversos itineraris per fer amb raquetes de neu. Des de l'estació i seguint el tallafocs hi ha una ruta fins a la Tossa Pelada on s'hi pot practicar l'esquí de muntanya.